# Suad Fileković
Suad Fileković (* 16. September 1978 in Ljubljana, SFR Jugoslawien) ist ein ehemaliger slowenischer Fußball- und Futsalspieler.

## Karriere
Fileković begann seine Profikarriere bei Olimpija Ljubljana, bevor er 1999 erstmals von NK Maribor, dem erfolgreichsten slowenischen Klub, unter Vertrag genommen wurde. Es folgten vier erfolgreiche Spielzeiten beim slowenischen Spitzenklub, bevor er 2003 zu Hajduk Split wechselte. Seinem zweijährigen Gastspiel in Kroatien folgten kürzere Engagements bei Ergotelis in der griechischen Super League, Excelsior Mouscron in Belgien und Krylja Sowetow Samara in Russland, bevor Fileković im Sommer 2007 zu Maribor zurückkehrte. Nach dem Gewinn einer weiteren slowenischen Meisterschaft in der Saison 2008/09 entschied der Verteidiger, zum englischen Zweitligisten FC Barnsley zu wechseln. Es dauerte jedoch nicht lange, bis Fileković mit dem englischen Klub eine vorzeitige Auflösung des Vertrags vereinbarte und am 23. Oktober 2009 zu NK Maribor zurückkehrte.
Sein erstes Länderspiel für Slowenien bestritt Fileković am 21. August 2002 gegen Italien. Der Linksverteidiger qualifizierte sich mit Slowenien für die Fußball-Weltmeisterschaft 2010 in Südafrika, kam bei dieser jedoch nicht zum Einsatz.

## Leben
Fileković ist gebürtiger Bosniake aus dem Kosovo.

## Titel und Erfolge
- Slowenischer Meister: 2009